# Helene Stähelin
Helene Stähelin (Wintersingen, 18 juli 1891 - Bazel, 30 december 1970) was een Zwitserse onderwijzeres en pacifiste.

## Biografie
Helene Stähelin was een dochter van Gustav Stähelin en van Luise Lieb. Ze groeide op in Allschwil en studeerde later wiskunde in Bazel en Göttingen. In 1924 behaalde ze een doctoraat. Vanaf 1922 was ze actief als onderwijzeres in een meisjesschool in Ftan en vervolgens in een middelbare school in Zug van 1934 tot 1956. Als pacifiste verzette ze zich binnen de Women's International League for Peace and Freedom tegen het gebruik van de wetenschap voor oorlogsdoeleinden. Van 1948 tot 1967 was ze voorzitster van de Zwitserse afdeling van deze vredesorganisatie.